# Vera Rubinová
Vera Rubinová (celým jménem Vera Florence Cooper Rubin, 23. července 1928 Filadelfie – 25. prosince 2016 Princeton) byla americká astronomka, zabývající se problematikou rychlosti rotace Galaxie. Její objev tzv. „ploché rotační křivky“ je považován za nejpřímější a nejprůkaznější důkaz temné hmoty.
Pracovala jako výzkumná pracovnice Carnegie Institution for Science. Byla držitelkou mnoha vědeckých ocenění, včetně Zlaté medaile Královské astronomické společnosti (1996, teprve druhá ženská držitelka v historii) a členkou učených společností, jako jsou Papežská akademie věd (nominována v roce 1996) či Národní akademie věd Spojených států amerických. Často byla zmiňována jako kandidát na získání Nobelovy ceny.

## Život
Vera Rubinová se narodila jako mladší dcera Philipa Coopera, elektroinženýra pracujícího ve společnosti Bell Telephone, a Rose Cooperové pracující krátce tamtéž. V deseti letech se odstěhovala s rodiči do americké metropole Washingtonu.
Měla 4 děti, všechny získaly titul Ph.D. v oblasti přírodních věd. Svým příkladem tak bortila představy o tom, že si žena musí vybrat buď kariéru na špičkové úrovni, nebo rodinu.
Je po ní pojmenován asteroid 5726 Rubin a observatoř Very C. Rubinové, největší pozemský dalekohled v Chile.